# Antiguo Colegio de San Ildefonso
El Antiguo Colegio de San Ildefonso es un museo de la Ciudad de México, localizado en la plancha del Zócalo a un costado del edificio del gobierno de la Ciudad de México, el cual esta dedicado a realizar exposiciones temporales y que además con un acervo propio, localizado en el AHUNAM, forjado cuando este era un importante colegio jesuita y cuando fue sede de la Escuela Nacional Preparatoria de la Universidad Nacional de México, entre 1867 y 1989. Y es destacado por el  conjunto de murales realizados en sus muros entre 1922 y 1940, por los más destacados artistas del muralismo mexicano.
Considerado como uno de los espacios culturales más importantes de la vida nacional, el Antiguo Colegio es considerada una de las edificaciones coloniales más importantes del centro histórico de la Ciudad de México. El conjunto arquitectónico cuenta con tres niveles y se compone de dos áreas: la perteneciente al período barroco con tres patios (siglo XVIII), y la edificada al sur de la anterior construida entre 1907 y 1931. 

## Historia del edificio
El Colegio de San Ildefonso fue una de las instituciones educativas más importantes de la capital de la Nueva España. Su fundación por los jesuitas se da en el año 1588, como seminario donde residían los estudiantes de la Congregación. Y hacia 1618 empezó a funcionar bajo el Patronato real otorgado por Felipe III, estableciendo así el Real y Más Antiguo Colegio de San Ildefonso. A principios del siglo XVIII fue reedificado, dando lugar al inmueble que hoy conocemos.
Tras la expulsión de los jesuitas en 1767 el edificio tuvo diversas funciones: cuartel de un batallón del Regimiento de Flandes, colegio administrado por el gobierno virreinal y dirigido por el clero secular, sede temporal de la Escuela de Jurisprudencia, de algunas cátedras de la Escuela de Medicina y cuartel de las tropas norteamericanas y francesas en 1847 y 1862 respectivamente.
En 1867 el gobierno de Benito Juárez emprendió una reforma en el campo de la educación y sus instituciones y ante ello funda la Escuela Nacional Preparatoria, institución que se estableció en el edificio del Colegio de San Ildefonso. Su primer director fue el doctor Gabino Barreda (1818-1881). En 1910, la Escuela Nacional Preparatoria pasó a formar parte de la Universidad Nacional fundada por Justo Sierra.
Este edificio es conocido también por su relevancia dentro de la pintura mural, pues se considera que en sus paredes comenzó el movimiento del muralismo mexicano. Se plasman en él pinturas de Diego Rivera, David Alfaro Siqueiros y José Clemente Orozco, entre otros. Durante más de seis décadas continuó siendo la cuna de varias generaciones de intelectuales y personalidades. En 1978 el edificio dejó de ser el plantel Núm. 1 de la ENP y ante ello el edificio permaneció cerrado al público hasta 1992, durante este periodo el edificio fue restaurado para poder abrir sus puertas al público como su nombre actual, con el objetivo de ser sede de exposiciones temporales de relevancia mostrando y difundiendo así el acervo arqueológico, histórico y artístico de México y otras culturas. Desde entonces lo administra un mandato tripartita integrado por la UNAM, el CONACULTA y el Gobierno de la Ciudad de México.

## Arquitectura

### Colegio Chico
El Antiguo Colegio de San Ildefonso es una de las edificaciones coloniales más destacadas del Centro Histórico de Ciudad de México. Está ubicado en el número 16 de la calle Justo Sierra, entre las calles República de Argentina y El Carmen. La construcción del conjunto inició con el Colegio Chico (que actualmente ocupa el Museo de la Luz, de la Universidad Nacional Autónoma de México), cuya portada presenta en el nicho central la imagen de la Virgen del Rosario, tallada en tecalli (alabastro poblano).[cita requerida]

### Colegio Grande
El Colegio Grande ostenta en su fachada un relieve en mármol de San Ildefonso recibiendo la casulla de manos de la Virgen María, así como el escudo real de Castilla y León.[cita requerida]

### Anfiteatro Simón Bolívar

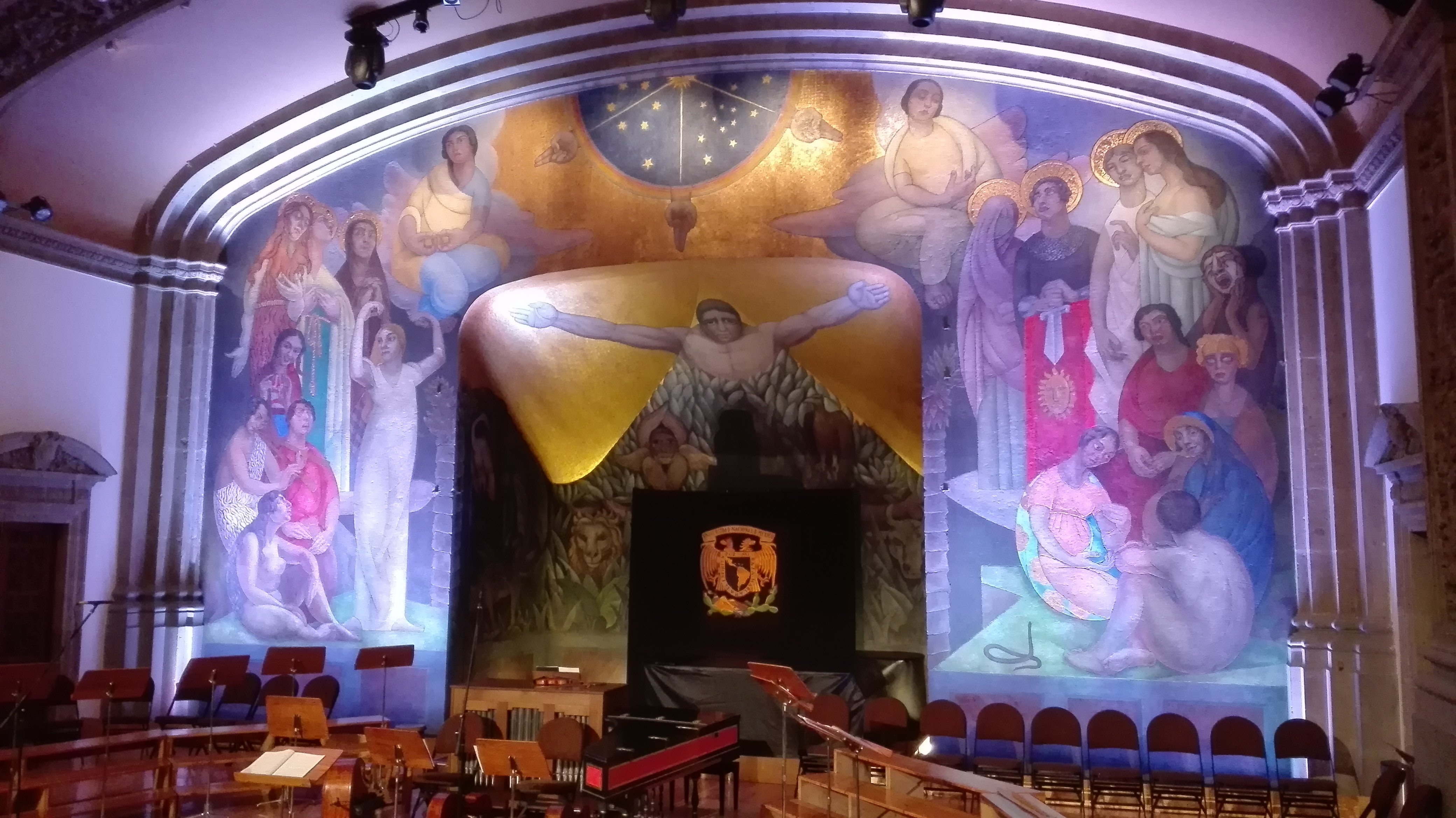
Mural La creación, el primero elaborado por Diego Rivera (en 1922), en el interior del Anfiteatro Simón Bolívar, en el Antiguo Colegio de San Ildefonso (en ese entonces de la Escuela Nacional Preparatoria, de la entonces llamada Universidad Nacional de México; hoy uno de los centros culturales de la Universidad Nacional Autónoma de México), en el Centro Histórico de Ciudad de México.

Obra del arquitecto Samuel Chávez concluida en 1910, el 22 de septiembre de ese año fue sede de la inauguración de la Universidad Nacional de México. En 1930, recibió el nombre Simón Bolívar, con motivo del centenario del fallecimiento del libertador. En 1931, se concluyó el proyecto original. Incluye, en su escenario, el primer mural elaborado por Diego Rivera, La creación). El vestíbulo fue decorado por Fernando Leal.[cita requerida]

## Origen y evolución, siglosXVI-XIX

### Compañía de Jesús;sigloXVI
Tras su llegada a la Nueva España en 1572, los miembros de la Compañía de Jesús iniciaron su labor religiosa y educativa en la Ciudad de México. Los jesuitas iniciaron su labor educativa en la capital novohispana con la sucesiva fundación del Colegio Máximo de San Pedro y San Pablo y cuatro seminarios los cuales son los de San Pedro y San Pablo, San Bernardo, San Miguel y San Gregorio.
De la fusión de los tres últimos nació, en 1583, el Colegio de San Ildefonso, con el objetivo de que todos los colegiales de la Congregación residieran en una institución bajo la tutela de un solo rector. El nombre de San Ildefonso le fue dado en honor al Santo Arzobispo de Toledo, cuya devoción lo llevó a escribir en defensa de la limpia concepción de la Virgen María, dogma que la Compañía de Jesús ha sostenido desde su fundación. Hacia 1618 empezó a funcionar bajo el Patronato Real otorgado por Felipe III, estableciéndose así el Real y más Antiguo Colegio de San Ildefonso. Posteriormente gracias al auge económico del virreinato y al poder financiero de la Compañía de Jesús, el inmueble fue reedificado en las primeras cuatro décadas del siglo XVIII, dando paso al inmueble que hoy conocemos y que es uno de los ejemplos barrocos más sobresalientes de la arquitectura civil de la Ciudad de México.

### Felipe III; siglosXVIIyXVIII:Real y Más Antiguo, el Patio de Pasantes y el Patio Grande
Hacia 1618, el rey Felipe III lo colocó bajo su patrocinio, con lo cual el colegio adquirió la categoría de Real y Más Antiguo, lo cual debió facilitar la construcción del llamado Patio de Pasantes. Se sabe que aquí se encontraba la capilla a la que asistían a misa los integrantes de la comunidad jesuita. Posteriormente, en el siglo XVIII se construiría el llamado Patio Grande, donde se colocaría la puerta principal de acceso al colegio. En el remate de la fachada, se colocó un relieve en mármol dedicado a San Ildefonso, que muestra al santo recibiendo su casulla de manos de la Virgen María.

### Carlos III; expulsión de los jesuitas; Escuelas de Jurisprudencia y de Medicina
A fines de junio de 1767, por orden del rey Carlos III, se ordenó la expulsión de los jesuitas de todos los dominios españoles en América. A su salida, una parte del otrora colegio jesuita se convirtió en cuartel del regimiento de Flandes, otra parte se mantuvo como colegio bajo la administración del gobierno virreinal y del clero secular. Restaurada la compañía en España en 1815, el 19 de mayo de 1816 se proclamó el restablecimiento de los jesuitas en Nueva España. Tras la independencia de México en septiembre de 1821, fue sede temporal de la Escuela de Jurisprudencia y de la Escuela de Medicina.

### Guerra México-Estados Unidos de 1847; segunda intervención francesa 1863
Iniciada la guerra entre México y EUA, el general norteamericano Winfield Scott lo convirtió en cuartel de las tropas de ocupación de los Estados Unidos de América. Sus antiguos patios dieron descanso aparte del ejército de ocupación norteamericano. Durante la Segunda Intervención Francesa, tras la salida de Benito Juárez de la Ciudad de México, el ejército francés también lo ocupó como cuartel del nuevo ejército de ocupación.

### Segundo Imperio (1867); Gabino Barreda; Escuela Nacional Preparatoria
Consumada la guerra contra Francia y el Segundo Imperio en 1867, el espacio arquitectónico de San Ildefonso fue entregado a Gabino Barreda para convertirlo en la sede de la Escuela Nacional Preparatoria, según la Ley Orgánica de Instrucción Pública del 2 de diciembre de 1867, en la más estricta austeridad y contando con el apoyo del presidente Benito Juárez. El viejo portón de la calle de San Ildefonso se abrió, para iniciar clases, el 3 de febrero de 1868.

## La Escuela Nacional Preparatoria
La historia de esta fundación jesuita concluyó para dar paso a la institución de espíritu liberal que sentaría las bases del nuevo sistema educativo y que más tarde llegaría a convertirse en el núcleo principal de la Universidad Nacional. En 1867, el gobierno de Benito Juárez emprendió una reforma en el campo de la educación y sus instituciones. La Ley Orgánica de Instrucción Pública creó la Escuela Nacional Preparatoria, que se estableció en el edificio del Colegio de San Ildefonso. Su primer director fue el doctor Gabino Barreda (1818-1881), quien llevó a cabo un innovador plan de estudios con base en los principios de la filosofía positivista de Augusto Comte.

En 1910, la Escuela Nacional Preparatoria pasó a formar parte de la Universidad Nacional fundada por Justo Sierra. Durante más de seis décadas continuó siendo la cuna de varias generaciones de intelectuales y personalidades. A la salida de su última generación (1978-1980), el inmueble dejó de ser sede del Plantel Número 1 de la Escuela Nacional Preparatoria.

### En el Porfiriato
Durante la presidencia de Porfirio Díaz Mori, la Escuela Nacional Preparatoria siguió creciendo. En 1904, se inició la ampliación del edificio original hacia el sur; en los dos predios adquiridos, se construyó el anexo de San Ildefonso, el cual incluía un conjunto de oficinas y el nuevo Anfiteatro. Culminada su construcción en 1910, fue estrenado para realizar la ceremonia inaugural de la Universidad Nacional de México el 22 de septiembre de 1910, en el centésimo aniversario de la independencia.

### En la Revolución mexicana
Durante el periodo revolucionario, la vida en la preparatoria se vio afectada. Durante el gobierno de Victoriano Huerta, los alumnos participaron en algunos desfiles militares, incluso algunos se convirtieron en estafetas del ejército federal.
Finalizada la Revolución, la vida escolar y académica de la preparatoria retomó nuevamente su cauce. La gran novedad fue la llegada de los muralistas, los cuales fueron ocupando con sus pinturas pasillos, escaleras, descansos y muros, desde el anfiteatro, el patio chico y el patio grande, con el apoyo de José Vasconcelos.

### El muralismo mexicano
San Ildefonso se convirtió en el corazón del movimiento muralista; cuenta con murales de Diego Rivera, Fernando Leal, Jean Charlot, David Alfaro Siqueiros, Ramón Alva de la Canal, Fermín Revueltas y José Clemente Orozco.

### Personajes ilustres; historia de la UNAM
La historia de San Ildefonso está íntimamente ligada a la historia de la Escuela Nacional Preparatoria y a la de la Universidad Nacional Autónoma de México. Ambas escuelas vieron la primera luz en sus muros; sus pasillos escucharon los primeros goyas (la porra oficial de la UNAM), y en sus aulas se escucharon las cátedras de Gabino Barreda, de Justo Sierra, de José Vasconcelos, de Ezequiel A. Chávez y de Vicente Lombardo Toledano, entre muchos otros, y por sus pasillos circularon, como estudiantes, Octavio Paz, Carlos Fuentes, Luis Ernesto Miramontes, Francisco Savín, Miguel Alemán y Adolfo López Mateos.
El Antiguo Colegio San Ildefonso fue sede de la Escuela Nacional Preparatoria y es hasta 1923 cuando, a través de Vicente Lombardo Toledano, se establecen los planteles 1 (diurno) y 3 (nocturno) de la preparatoria, que se trasladarían a sus respectivas nuevas sedes, a principios de 1980.

### Conflictos laborales y políticos
Fue escenario también de conflictos durante la huelga de 1929 y del movimiento estudiantil de 1968. Una de las puertas de acceso del plantel fue volada por un bazucazo.
En 1982, se estableció en San Ildefonso el Programa Multidisciplinario Justo Sierra, que se vio enriquecido con el establecimiento del Museo de la Escuela Nacional Preparatoria para la Educación y el Arte (MENPEA), de 1986 a 1990.

## Murales
En 1874, Gabino Barreda autorizó a Juan Cordero la realización del primer mural en el cubo de la escalera del segundo piso, titulado Triunfos de la ciencia y el trabajo sobre la envidia y la ignorancia.
Cuando José Vasconcelos asumió como secretario de Educación Pública, la Escuela Nacional Preparatoria abrió sus puertas a un amplio grupo de pintores, que a partir de 1922 se dedicaron a embellecer sus muros:
- Anfiteatro "Simón Bolívar": en este espacio, Diego Rivera pintó a la encáustica su primer mural, conocido como La creación (1922). En el vestíbulo del mismo espacio, Fernando Leal realizó al fresco la serie mural titulada Epopeya bolivariana (1930-1942).
- Patio Chico: en este espacio, David Alfaro Siqueiros elaboró los murales: Los elementos o el espíritu de Occidente (1923), El llamado de la libertad o Los ángeles de la liberación (1923), Los mitos (1924) y El entierro del obrero sacrificado (1924).
- En el pasillo que enmarca la entrada principal que da a la calle de San Ildefonso, Ramón Alva de la Canal realizó al fresco El desembarco de los españoles y la cruz plantada en tierras nuevas (1922-1923); enfrente de este, Fermín Revueltas trabajó a la encáustica la Alegoría de la Virgen de Guadalupe.
- Patio Grande: en los laterales de la escalera de acceso, José Clemente Orozco pintó al fresco Hombres sedientos (1923-1924) y Los ingenieros (1926); en el cubo de la escalera del primer piso, él mismo realizó los murales Cortés y La Malinche (1926), Razas aborígenes (1923-1924), Franciscanos (1923-1924), Juventud (1923-1924) y Constructores.
- En el cubo de la escalera del segundo piso, Jean Charlot plasmó su visión sobre la Masacre en el Templo Mayor o La conquista de Tenochtitlan (1922-1923), enfrente del cual Fernando Leal pintó La fiesta del señor de Chalma (1922-1923). En el lugar en el que estaba el mural de Cordero, se colocó un vitral, titulado La bienvenida.

Muros del lado norte del Patio Grande: José Clemente Orozco realizó la serie mural más grande, todas las pinturas se realizaron al fresco:
- Planta baja: Maternidad (1923-1924), Destrucción del viejo orden (1926), La trinchera (1926), La huelga (1924-1926), Trinidad revolucionaria (1923-1924), Banquete de los ricos (1923-1924).
- Primer piso: Aristócratas (1923-1924), La alcancía (1923-1924), Basurero de los símbolos (1923-1924), Acechanzas (1923-1924), La libertad (1923-1924), Jehová entre los ricos y los pobres o El Juicio final (1923-1924) y La ley y la justicia (1923-1924).
- Segundo piso: Revolucionarios (1926), La familia (1926), La despedida (1926), Trabajadores (1926),  La bendición (1926), El sepulturero (1926) y Mujeres llorando (1926).

## Actualidad

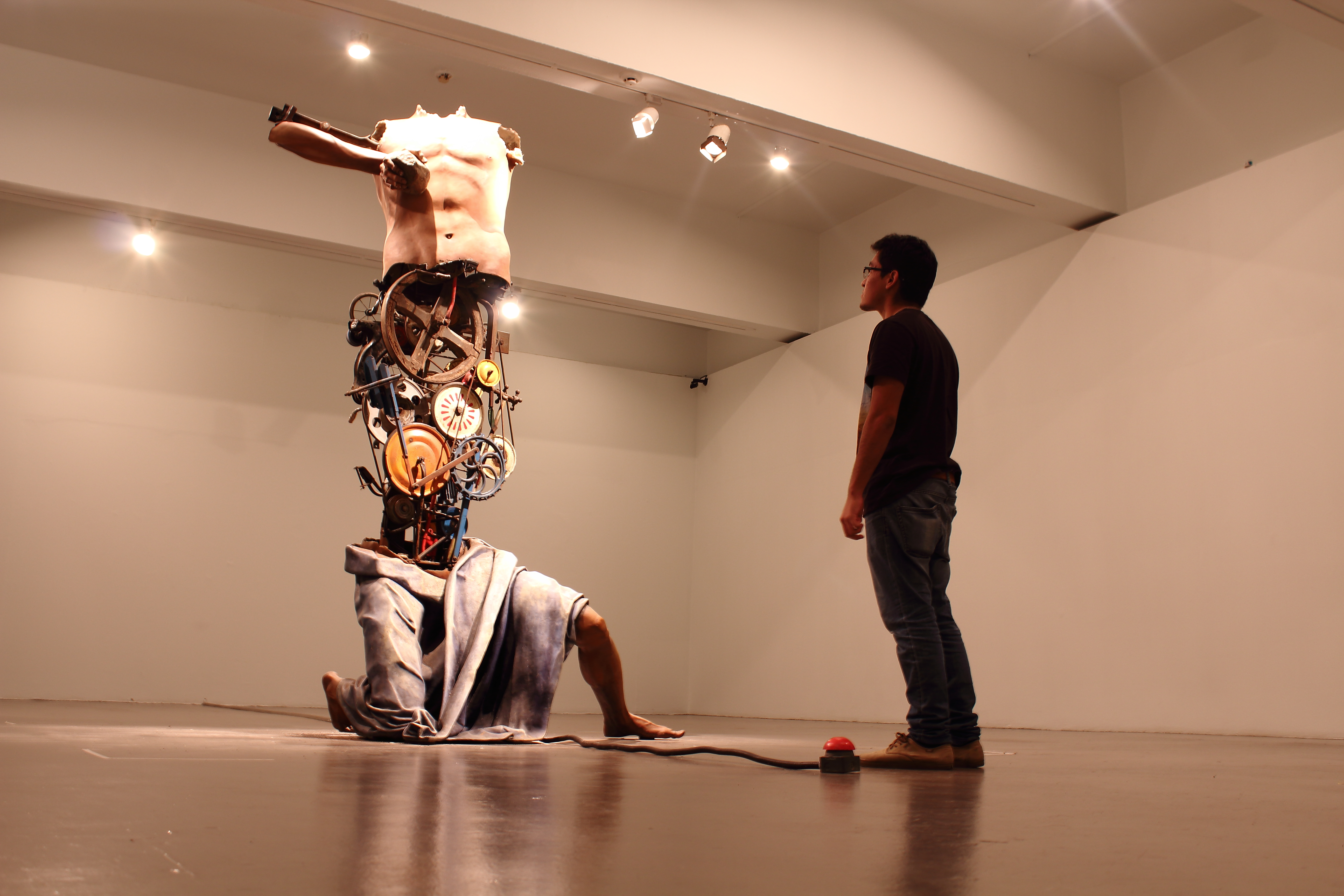
Exposición el Antiguo Colegio de San Ildefonso.

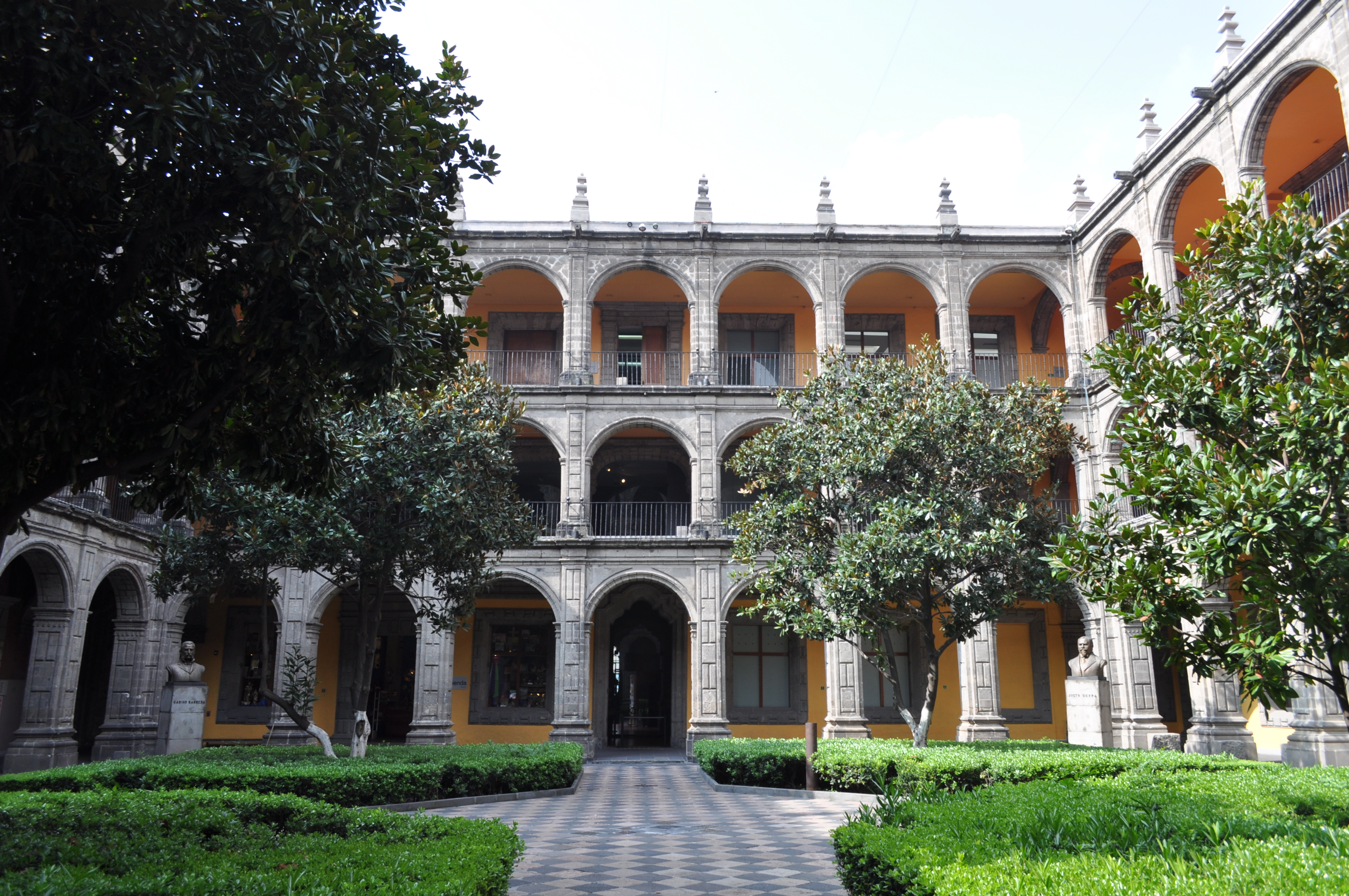
Vista del patio del Colegio de San Ildefonso

- El conjunto tiene hoy día tres niveles, con tres patios (Chico, de Pasantes y Grande), con fachadas recubiertas con tezontle; la edificada al sur, entre 1907 y 1931, tiene dos pequeños patios, con el Anfiteatro Simón Bolívar, obra del arquitecto Samuel Chávez, concluido en 1910, y el área de oficinas.
- Fue sede del Museo de la Escuela Nacional Preparatoria (MENPEA). Su acervo estuvo constituido por los murales realizados por David Alfaro Siqueiros (Patio Chico), Ramón Alva de la Canal y Roberto Montenegro (puerta norte); José Clemente Orozco (muros del patio grande); Fernando Alva de la Canal, Jean Charlot y José Clemente Orozco (escaleras centrales); Diego Rivera y Fernando Leal (Anfiteatro Simón Bolívar), además del material e instrumental de los laboratorios de química, zoología, botánica. La sillería de coro de la antigua iglesia de San Agustín de Ciudad de México, obra del maestro ensamblador Salvador de Ocampo (ca. 1665-1732), se conserva y se exhibe desde finales de 1890 en el Salón El Generalito (llamado así para distinguirlo del Salón General de la Real y Pontificia Universidad de México), espacio que también exhibe óleos con retratos de personajes diversos del antiguo colegio, varios de ellos anónimos, otros obra de Miguel Cabrera, José de Alcíbar y Andrés López.[7]
- La capilla se inauguró en diciembre de 1739, y se utiliza como sala de exposiciones.[7]
- La sacristía, en el corredor norte del Patio de Pasantes, incluye dos lienzos de Francisco Antonio Vallejo.[7]
- En 1983, la Filmoteca de la UNAM pasó a tener su sede en el Patio Chico.
- En 1992, el edificio fue restaurado para albergar la exposición México: Esplendores de 30 siglos. Desde entonces, el Antiguo Colegio de San Ildefonso es un recinto del patrimonio universitario, administrado por un mandato tripartita, integrado por la Universidad Nacional Autónoma de México, el Consejo Nacional para la Cultura y las Artes (hoy Secretaría de Cultura) y el Gobierno de Ciudad de México. Funciona como centro cultural y de exposiciones temporales.
- En el 2011, la Filmoteca de la UNAM se trasladó a la Ciudad Universitaria, y los espacios del Patio Chico pasaron a ser ocupados por el Museo de la Luz.
- En la actualidad (2025) San Ildefonso ofrece una nueva forma de apreciar su acervo mural y de su arquitectura monumental a través de un recorrido virtual en el que se puede transitar por sus pasillos, patios, el Anfiteatro Simón Bolívar y el salón Generalito, así como conocer a detalle, algunos papeles y murales más representativos.

## Otros acontecimientos
El Antiguo Colegio de San Ildefonso ha sido escenario también de conflictos: por ejemplo, durante la huelga de 1929 y el movimiento estudiantil de 1968. Una de las puertas de acceso del plantel fue volada por un bazukazo.
En 1982, se fundó el Programa Multidisciplinario Justo Sierra, que se vio enriquecido con el establecimiento del Museo de la Escuela Nacional Preparatoria para la Educación y el Arte (MENPEA), de 1986 a 1990.